# Кабир Беди
Кабир Беди (на английски: Kabir Bedi, хинди कबीर बेदि) роден на 16 януари 1946 г. в Мумбай, Индия, е индийски филмов актьор, известен с ролите си на Сандокан в телевизионните серии „Сандокан“, принц Омар Рашид в „Дързост и красота“ и Гобинда във филма за Джеймс Бонд „Октопуси“.

## Биография

### Ранен живот
Беди е роден в Мумбай (някога Бомбай до 1996 г.). Майка му се казва Фреда Беди. Баща му – Баба Фиар Лал, е писател. Той учи в колежа „Шерууд“, Наинитал, Индия.

### Кариера
Беди е играл в над 60 боливудски филма. Той участва в Kuchche Dhaage, Manzilein Aur Bhi Hain и Khoon Bhari Maang. Играе и Мафиа Дон във филма на Фероц Кан „Yalgar“.
Беди има международен успех с ролята на Сандокан – малайзийският Робин Худ, пират, създаден от италианския автор Емилио Салгари. Сергио Солима режисира сериите, които са снимани през 1976 г. в Югоизточна Азия. По-късно той отново играе Сандокан в два филма, заснети през 90-е.
Във филма за Джеймс Бонд „Октопуси“ играе Гобинда. Познат е на мнозина и от телевизионните серии на „Дързост и красота“ за около година (1994 – 1995 г. и като гост през 2005 г.).
Беди също участва в боливудския исторически филм на Akbar Khan „Тадж Махал“ като император Шах Джахан, легендарния строител на гробницата.

### Личен живот
Жени се три пъти. Първата му съпруга е Протима Беди, танцьорка на Odissi. Тяхната дъщеря Поя Беди е бивша актриса в индийски филми, а сега е журналистка. Синът им Сидарт се учи добре в университет в САЩ, но имал много проблеми със своята шизофрения и загива през 1997 г. на 26 години.
Когато бракът му с Протима започва да се разпада, започва връзка с Парвен Баби. Така и не се стига до брак. След това се жени за британската модна дизайнерка Сюзън Хъмпрайс, но и този брак завършва с развод. Имал е връзка и с Сону Валия (която е носителка на титлата „Мис Индия“).
Женен за ТВ – и радио говорителката Ники Беди от 90-те до 2005 г. Той решава че между тях не се получава и двамата се развеждат. За разлика от предишните му бракове, с Ники няма деца.
Неговият син, моделът Адам Беди, направи дебют в Боливуд с трилъра „Hello? Kaun Hai!“, в който Кабир Беди също участва и изпълнява главна роля. Кабир живее и в Лондон, и Мумбай.

## Филмография
- Do Raha (2006) (Under Production)
- Jaanleva (2006) (Post-Production)......Ракеш Кулар
- A All About Her (2006)
- Tere Pyaar Ki Kasam (2006)
- Taj Mahal - An Eternal Love Story (18 ноември 2005)
- Socha Na Tha (4 март 2005)
- Bewafaa (25 февруари 2005)...... бащата на Анджали
- Main Hoon Na (30 април 2004)......Генерал Амарджит Бакши
- Kismat (20 февруари 2004)......Радж Маля
- Rudraksh (13 февруари 2004)......Вед Пиджан
- The Hero (11 април 2003)......г-н Закария
- Talaash (3 януари 2003)......Чоте Патан
- Maine Dil Tujhko Diya (23 август 2002)......г-н Варма (бащата на Аиша)
- Kranti (15 март 2002)......Махендра Пратаб Рана
- Kohram (13 август 1999)......бригадир Беди
- Aatank Hi Aatank (4 август 1995)......полицейски инспектор
- Kismat (16 юни 1995) (Released)......Раджан
- Salaami (Film) (18 март 1994)
- Kshatriya (29 март 1993)...... Такур Санга Синг (полицейски офицер)
- Yugandhar (1993)
- Dil Aashna Hai (25 декември 1992)......Дигвиджай Синг
- Yalgaar (23 октомври 1992)......Радж Пратап Сингал
- Lambu Dada (1992)
- Kurbaan (31 май 1991)......инспектор Сурадж Синг
- Yeh Aag Kab Bujhegi (19 април 1991)
- Vishkanya (1991)......горски офицер Викрам Синг
- Police Public (11 май 1990)......сеньор инспектор Шах Наваз Хан
- Haar Jeet (1990)
- Shera Shamshera (1990)
- Khoon Bhari Maang, (12 август 1988)...... Санджай Верма
- Mera Shikar (1988)
- Asambhav (1984)
- Octopussy (1983)......Гобинда
- Yuvraj (5 октомври 1979)
- Aakhri Kasam (1979)......Кишан/Бадал
- Thief Of Baghdad (1977)
- Daku Aur Mahatma (1977)
- Bullet (1977)...... Дурга Прасап/Д.П.
- Nagin (22 януари 1976)......Юдай
- Daaku (1976)
- Harfan Maula (1976)
- Vishwasghaat (1976)...... Юдай
- Anari (1975)
- Manzilen Aur Bhi Hain (1974)
- Maa Bahen Aur Biwi (1974)
- Ishq Ishq Ishq (1974)...... Дивана/Равикант Вяс
- Kachche Dhaage (1973)...... Рупа
- Yauwan (1973)
- Rakhi Aur Hathkadi (1972) ...... Сурадж
- Sazaa (1972)
- Anokha Daan (1972)
- Hulchal (1971)...... Махеш Джетли
- Seema (1971)